# 藍住町民体育館
藍住町民体育館（あいずみちょうみんたいいくかん）は、徳島県板野郡藍住町にある体育館である。
藍住町役場、町立図書館などが集まる町の中心部、徳島県道225号檜藍住線沿にあり、南側に藍住中学校が隣接している。2012年に藍住中学校校舎の改築工事で解体された北校舎、駐輪場、同校体育館の跡地に建設され、2014年9月1日に開館した。それまでの町民体育館は中学校の体育館に転用されている。

## 施設要目
- 〒771-1203 徳島県板野郡藍住町奥野字矢上前18-1
- 主競技場 - 面積1,650m2 バレーボール3面、バスケットボール2面、バドミントン6面の使用が可能。2階に観客席が約500席ある。
- 会議室、研修室
- トレーニング室
- 駐車場 - 約30台
- 利用時間 - 8:30から22:00
- 休館日 - 月曜日および年末年始（12月28日から1月4日）

## 開催された主なイベント
- 第48回東四国国体のウエイトリフティング競技（旧体育館）
- bjリーグ・高松ファイブアローズ（現：香川）ホームゲーム

## 交通
- JR勝瑞駅下車、自動車で約10分。
- 徳島バス応神藍住線、北島藍住線　藍住役場前下車、東へ徒歩3分。
- 徳島自動車道藍住インターチェンジより自動車で5分